# 선바위미술관
선바위미술관은 경기도 과천시 과천동에 위치한 미술관이다.

## 같이 보기
- 대한민국의 박물관과 미술관 목록